# Marc Becker
Marc Becker (* 1969 in Bremen) ist deutscher Theaterregisseur und Autor. 
Nach dem Studium der Theater- und Politikwissenschaften sowie neuerer deutscher Literatur arbeitete er seitdem im Freien Theater als Schauspieler und seit 1995 als Regisseur und Dramen-Autor. 
Seit 1998 war er als Regieassistent und Regisseur zunächst vor allem am Theater Erlangen tätig, erhielt zunehmend Stückeaufträge und Regiearbeiten in Deutschland, Österreich und den Niederlanden. Ab der Spielzeit 2006/2007 ist er Hausautor und Hausregisseur am Staatstheater Oldenburg unter der Intendanz von Markus A. Müller. 

## Stücke
- US AmoK. Fragmente. UA Kampnagel, Hamburg, 1999. Weitere Inszenierungen (Auswahl): Noord Nederlands Toneel, Groningen 2000; Theater Aachen 2000. Nationaltheater Mannheim 2000; Theater Katerland/brave bühne, CH-Winterthur 2002; Schauspiel Köln 2002; Freie Kammerspiele Magdeburg 2002; Staatstheater Stuttgart 2005.
- My name is Peggy. Monodrama. UA Theater Erlangen, 2001.
- Margot und Hannelore. UA Theaterhaus Jena, 2003.
- Wir im Finale. UA Theaterhaus Jena, 2004.
- Weltuntergänge. UA Staatstheater Mainz, 2005.
- Jung und unschuldig. UA Het Noord Nederlands Toneel, NL-Groningen, 2005.
- Terrorprogramm. UA Oldenburgisches Staatstheater, 2007
- Glück für alle. UA Oldenburgisches Staatstheater, 2008
- Nie wieder einsam. UA Oldenburgisches Staatstheater, 2009
- Aus der Mitte der Gesellschaft. UA Oldenburgisches Staatstheater, 2010.
- Im Namen der Sicherheit. UA Staatstheater Braunschweig, 2011.
- MEIER MÜLLER SCHULZ oder Nie wieder einsam, Theater Drehleier München, 2021.

## Inszenierungen (Auswahl)
- Don Gil von den grünen Hosen von Tirso de Molina; Theater Erlangen 2000
- Volksvernichtung oder Meine Leber ist sinnlos von Werner Schwab; Theater Erlangen 2001
- Der aufhaltsame Aufstieg des Arturo Ui von Bertolt Brecht; Noord Nederlands Toneel Groningen 2001
- Mein Kampf von George Tabori; Theater Erlangen 2002
- Macbeth von William Shakespeare, Theater Erlangen 2003
- Lebensansichten zweier Hunde von Meng Ling Hui, Deutsche Erstaufführung, Staatstheater Braunschweig, 2010
- Die heilige Johanna der Schlachthöfe von Bert Brecht, Hessisches Landestheater Marburg, 2013

## Mitgliedschaften
- Marc Becker ist Mitglied der Deutschen Akademie für Fußball-Kultur[1]

## Preise und Auszeichnungen
- 2003 „Stern des Jahres“ der Nürnberger Allgemeinen Zeitung für die beste Inszenierung der Region
- 2004 Impulse-Preis für die Inszenierung des Theaterhauses Jena von Margot und Hannelore
- 2004 Preis der Bayerischen Theatertage für seine Inszenierung von Macbeth am Theater Erlangen
- 2004 „Stern des Jahres“ der Nürnberger Abendzeitung für Wir im Finale
- 2005 Kulturförderpreis der Stadt Nürnberg